# Троцюк Григорій
Троцюк Григорій (псевдо: «Верховинець», «Віталій», «Дем'ян», «Іван», «4860» ) (* 1917 або 1920, с. Яблунне, Березнівський район, Рівненська область — † 11 грудня 1951, с. Радомишль, Луцький район, Волинська область)  — командир бригади «6-а бригада «Помста Крут»», «ім. Назара» (Західна ВО «Завихост»)
Лицар Срібного Хреста Бойової Заслуги 1-го класу.

## Життєпис
Працював перекладачем у поліції під час німецької окупації. З весни 1943 в УПА. Цього ж року восени пройшов навчання у підстаршинській школі УПА «Дружинники», 6 грудня 1943 отримав звання хорунжого.
Призначений командиром сотні у ВО-3 «Турів». На початку 1944 сотні у курені «Назара» (Климук-Крига) ВО-3 «Турів».
З листопада 1944 командир 6-ї бригади «Помста Крут» (зустрічається назва «Помста Полісся») Західна ВО «Завихост». З 1945 дана бригада називається «імені Назара». Бойові операції проводили на півночі Волині та на території Берестейської області Білорусі.
З 1946 року заступник крайового провідника ОУН Північно-Західного краю Івана Литвинчука та організаційний референт. 
Загинув 11 грудня 1951 року у селі Радомишль Луцького району від вибуху бомби, що була вмонтована МГБ в батерею для радіо і передана повстанцям через агентів.

## Нагороди
Нагороджений 23 жовтня 1948 року Срібним Хрестом Бойової Заслуги I класу.